# Techiman
Techiman là thủ phủ của vùng Bono Đông, Ghana. Dân số thị trấn là 104.212 người vào năm 2013.

## Khí hậu
| Dữ liệu khí hậu của Techiman            | Dữ liệu khí hậu của Techiman | Dữ liệu khí hậu của Techiman | Dữ liệu khí hậu của Techiman | Dữ liệu khí hậu của Techiman | Dữ liệu khí hậu của Techiman | Dữ liệu khí hậu của Techiman | Dữ liệu khí hậu của Techiman | Dữ liệu khí hậu của Techiman | Dữ liệu khí hậu của Techiman | Dữ liệu khí hậu của Techiman | Dữ liệu khí hậu của Techiman | Dữ liệu khí hậu của Techiman | Dữ liệu khí hậu của Techiman |
| Tháng                                   | 1                            | 2                            | 3                            | 4                            | 5                            | 6                            | 7                            | 8                            | 9                            | 10                           | 11                           | 12                           | Năm                          |
| --------------------------------------- | ---------------------------- | ---------------------------- | ---------------------------- | ---------------------------- | ---------------------------- | ---------------------------- | ---------------------------- | ---------------------------- | ---------------------------- | ---------------------------- | ---------------------------- | ---------------------------- | ---------------------------- |
| Trung bình ngày tối đa °C (°F)          | 35.0 (95.0)                  | 41.0 (105.8)                 | 38.0 (100.4)                 | 39.0 (102.2)                 | 32.5 (90.5)                  | 31.5 (88.7)                  | 40.0 (104.0)                 | 31.9 (89.4)                  | 32.0 (89.6)                  | 46.0 (114.8)                 | 34.4 (93.9)                  | 34.0 (93.2)                  | 46.0 (114.8)                 |
| Tối thiểu trung bình ngày °C (°F)       | 17.8 (64.0)                  | 18.1 (64.6)                  | 16.8 (62.2)                  | 16.8 (62.2)                  | 14.5 (58.1)                  | 13.8 (56.8)                  | 15.9 (60.6)                  | 15.3 (59.5)                  | 14.8 (58.6)                  | 16.3 (61.3)                  | 16.3 (61.3)                  | 15.6 (60.1)                  | 13.8 (56.8)                  |
| Lượng Giáng thủy trung bình mm (inches) | 7.6 (0.3)                    | 10 (0.4)                     | 13 (0.5)                     | 48 (1.9)                     | 89 (3.5)                     | 76 (3.0)                     | 30 (1.2)                     | 33 (1.3)                     | 61 (2.4)                     | 79 (3.1)                     | 30 (1.2)                     | 7.6 (0.3)                    | 490 (19.1)                   |
| Nguồn: Meoweather.com                   |                              |                              |                              |                              |                              |                              |                              |                              |                              |                              |                              |                              |                              |

## Nhân khẩu
Dưới đây là dân số thị trấn Techiman qua các năm:
| 1960  | 1970   | 1984   | 1989   | 2000   | 2007   | 2013    |
| ----- | ------ | ------ | ------ | ------ | ------ | ------- |
| 8.755 | 12.068 | 25.264 | 36.785 | 56.187 | 79.547 | 104.212 |

## Giao thông
Techiman được nối với Sunyani và sân bay nội địa gần đó bằng đường bộ. Một tuyến đường sắt đi đến thị trấn này đã được đề xuất, mặc dù chưa được thực hiện. Người dân địa phương cũng sử dụng sông Tano để di chuyển.

## Thể thao
Techiman có một số câu lạc bộ bóng đá như Techiman Eleven Wonders, Ampem Darkoa Ladies và Techiman City.

## Thành phố kết nghĩa
Techiman kết nghĩa với:
- Tuscaloosa, Alabama, Hoa Kỳ[8][9]